# Tór-Ingar Akselsen
Tór-Ingar Akselsen (Miðvágur, 1º maggio 1981) è un ex calciatore faroese, di ruolo centrocampista.